# Fantastic Light
Fantastic Light, född 13 februari 1996, är ett engelskt fullblod. Han föddes i USA men tränades i England och Dubai under sin tävlingskarriär, som sträckte sig från augusti 1998 till hans pensionering efter Breeders' Cup Turf i oktober 2001. Fantastic Light tävlade i sju länder, vann grupp 1-löp i fem av dem och tog dubbla segrar i Emirates World Series Racing Championship. Han var också välkänd för sina två löp mot 2001 års Epsom Derby-vinnare Galileo.

## Bakgrund
Fantastic Light är en brun hingst med en oregelbunden vit lykta och tre vita fötter. Han föddes upp i Kentucky av Maktoum Al Maktoums Gainsborough Stud. Fram till tidigt av 2000 tävlade Fantastic Light i Maktoum Al Maktoums färger och tränades av Michael Stoute i Newmarket, Suffolk. Han köptes sedan av Godolphin Racing, och han tränades efter det av Saeed bin Suroor.

## Karriär
Fantastic Light tävlade mellan augusti 1998 och oktober 2001. Under tävlingskarriären sprang han in totalt 8 486 957 dollar på 25 starter, varav 12 segrar, 5 andraplatser och 3 tredjeplatser. Han tog karriärens största segrar i Dubai Sheema Classic (2000), Tattersalls Gold Cup (2001) och Breeders' Cup Turf (2001). Han segrade även i Sandown Classic Trial (1999), Great Voltigeur Stakes (1999), Arc Trial (1999), Man o' War Stakes (2000), Hong Kong Cup (2000), Prince of Wales's Stakes (2001) och Irish Champion Stakes (2001).

### Som avelshingst
Fantastic Light pensionerades i slutet av tävlingssäsongen 2001, för att istället vara verksam som avelshingst på Darley Studs del Dalham Hall i Newmarket, England. Inför säsongen 2007 flyttades han till Hokkaido i Japan. Fantastic Lights avkommor har segrat i mer än trehundra lopp. Anmärkningsvärda avkommor inkluderar Scintillo, vinnare av Winter Derby, Gran Criterium och Grand Prix de Chantilly. Fantastic Light pensionerades från avelstjänst i augusti 2012.